# Лі Барнс
Лі Стретфорд Барнс (англ. Lee Stratford Barnes; 16 липня 1906 — 28 грудня 1970) — американський легкоатлет, який спеціалізувався в стрибках з жердиною.

## Із життєпису
Олімпійський чемпіон зі стрибків з жердиною (1924).
Фіналіст (5-е місце) олімпійських змагань стрибунів з жердиною на Іграх-1928.
Переможець олімпійських відбіркових змагань США у стрибках з жердиною (1924). Дворазовий чемпіон США зі стрибків з жердиною (1927, 1928). Срібний (1925) та бронзовий (1926) чемпіон США зі стрибків з жердиною.
Рекордсмен світу зі стрибків з жердиною (4,30; 1928).